# Princes of the Universe
Singles de Queen
A Kind of Magic
(1986) Friends Will Be Friends
(1986)
Princes of the Universe (français : Princes de l'univers) est une chanson du groupe de rock britannique Queen, sortie en single en 1986. Écrite par Freddie Mercury, elle est extraite de l'album A Kind of Magic qui constitue en grande partie la bande originale du film Highlander de Russell Mulcahy.
Princes of the Universe est ainsi utilisée pour le générique au début du film et pour la série télévisée Highlander diffusée entre 1992 à 1998.
Le single n'est pas sorti au Royaume-Uni mais seulement dans quelques pays anglophones comme les États-Unis, le Canada et la Nouvelle-Zélande ou encore au Japon.

## Historique
Princes of the Universe est écrit et composé par Freddie Mercury pour le film Highlander. C'est le seul titre de l'album A Kind of Magic sur lequel seul le chanteur est crédité. Le titre de la chanson provient du titre provisoire du film. Dans la version du film, le solo de guitare électrique est supprimé.
Les paroles expriment le point de vue des Immortels, de leur condition et de la supériorité que cela leur donne sur les êtres mortels; un point de vue que partageront tous les grands « méchants » des films et de la série de la franchise Highlander.

## Clip vidéo
Le clip a été réalisé par Russell Mulcahy, qui avait déjà réalisé celui de la chanson A Kind of Magic. Il a été tourné sur des plateaux ayant servi au tournage du film aux studios Silvercup. On peut y voir un duel à l'épée entre Freddie Mercury et Connor MacLeod (Christophe Lambert), le premier se servant de son pied de micro, le second de son katana. Des scènes du film entrecoupent également le clip. Brian May joue exceptionnellement sur une guitare Washburn RR11V et non avec son habituelle Red Special.
Jusqu'à la sortie du DVD Greatest Video Hits II, le clip ne figurait sur aucun support vidéo grand public.

## Classements
| Classement (1986) | Position |
| ----------------- | -------- |
| Australie         | 32       |
| Classement (2000) | Position |
| Pays-Bas          | 45       |

## Crédits
- Freddie Mercury : chant principal, chœurs, synthétiseur
- Brian May : guitare électrique et chœurs
- Roger Taylor : batterie et chœurs
- John Deacon : guitare basse